# Jacques-André Émery

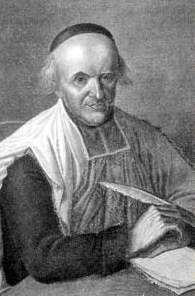
Jacques-André Émery

Jacques-André Émery (* 26. August 1732 in Gex, Département Ain; † 28. April 1811 in Paris) war ein französischer römisch-katholischer Geistlicher. Er war von 1782 bis zu seinem Tod Generalsuperior der Sulpizianer. Von 1790 bis 1802 leitete er das Erzbistum Paris im Auftrag des ins Exil gegangenen Erzbischofs Antoine de Juigné. In den Wirren der Revolution, die ihm selbst Haft und Lebensgefahr brachten, blieb er „vielleicht der kühlste Kopf des französischen Klerus“ und ermöglichte als Vermittler eine Kontinuität des kirchlichen Lebens.

## Leben

### Werdegang
Émery erhielt seine Schulbildung bei den Karmeliten in Gex und den Jesuiten in Mâcon. Er kam ins Priesterseminar in Lyon und setzte seine Studien an Saint-Sulpice in Paris fort. Dort trat er der Kongregation der Sulpizianer bei und empfing 1758 die Priesterweihe. Bald danach erhielt er einen Lehrauftrag am Seminar in Orléans, ab 1764 in Lyon, wo er Seminarist gewesen war. Hier widersetzte er sich mit diplomatischem Geschick den gallikanischen Tendenzen des vom Jansenismus beeinflussten Erzbischofs Antoine de Montazet. Die Verbindung der französischen Kirche mit Rom blieb ihm auch in der Revolutions- und Kaiserzeit bei aller Kompromissbereitschaft unverhandelbar.

### Generalsuperior
1776 wurde Émery Superior des Seminars in Angers, 1777 Assistent des Generalsuperiors Pierre Le Gallic. Nach dessen Tod 1782 wählte ihn die Generalversammlung der Sulpizianer zum Nachfolger, damit zugleich zum Leiter des Seminars in Paris. Dessen Alumnen waren größtenteils Adelssöhne mit der Hoffnung auf einen einträglichen Bischofsstuhl. Émery machte sich energisch an die Erneuerung von Spiritualität und Disziplin nach den Idealen des Gründers Jean-Jacques Olier, nicht ohne auf Widerstand zu stoßen, und bewirkte einen geistlichen Aufbruch am Vorabend der Revolution. Die Lehrer-Schüler-Beziehungen und das Vertrauen, das ihm dabei zuwuchs, ermöglichten seine spätere Schlüsselrolle.

### Revolution
Die Französische Revolution richtete sich, als Aufstand gegen das Ancien Régime, nicht zuletzt gegen den privilegierten höheren Klerus, den „ersten Stand“, und die mit König und Adel verflochtene Staatskirche. Alle Personen und Einrichtungen der Kirche und die christliche Religion selbst standen im Verdacht, konterrevolutionär und royalistisch zu sein. Für Saint-Sulpice gab es erste Repressionen anlässlich des Föderationsfests am ersten Jahrestag des Sturms auf die Bastille. Im August 1790 beschloss die Generalversammlung der Kongregation die Gründung eines Seminars in den Vereinigten Staaten (Bistum Baltimore) als Zufluchtsort. Émery und alle Sulpizianer-Priester verweigerten die Zustimmung zur Zivilverfassung des Klerus, ebenso Erzbischof Juigné. Dieser ging ins Exil, nachdem er Émery mit der kommissarischen Leitung der Diözese beauftragt hatte. 1791 wurden alle sulpizianischen Seminare geschlossen; allein das Haus in Paris bestand zunächst fort. Émery ließ das Archiv und die wichtigsten Wertgegenstände in Sicherheit bringen.
Am 15. August 1792 wurde eine große Zahl von Dozenten und Seminaristen in Saint-Sulpice verhaftet. 16 von ihnen wurden am 2. September im Zug der Septembermassaker ermordet. Am 4. September beschloss Émery die definitive Schließung des Seminars. Er selbst blieb allein dort wohnen.
In den folgenden Jahren verlangten die Revolutionsregierungen von allen Personen des öffentlichen Lebens, so auch von den noch amtierenden Priestern, Loyalitätseide. Diese Forderung spaltete den Klerus. Émery leistete den Eid der „Gleichheit und Brüderlichkeit“ (3. September 1792), den der „Unterwerfung unter die Gesetze der Republik“ (1795) und auch den des „Hasses auf das Königtum“ (5. September 1797). Er sah darin, bei richtiger Interpretation, kein Gewissensproblem und ermutigte auch die verunsicherten Pfarrer, mit denen er in Verbindung stand, dasselbe zu tun, damit Gottesdienst und kirchliches Leben nicht völlig zum Erliegen kamen. Dafür erntete er einerseits scharfe Kritik von Royalisten wie Kardinal Jean-Siffrein Maury, konnte aber andererseits dem Gefängnis nicht entgehen. Er war in Haft vom 19. bis 31. Mai 1793, dann erneut ab dem 13. Juli 1793. In dieser Zeit strahlte seine Gelassenheit auf die Mithäftlinge aus. Am 14. August wurde er vor das Revolutionstribunal gestellt. Dass er nicht hingerichtet wurde, verdankte er vermutlich einflussreichen Fürsprechern.
Den antiroyalistischen Staatsstreich vom 4. September 1797 verurteilte Émery nicht, was ihm erneut heftige Kritik aus Teilen des Klerus eintrug. In den folgenden Jahren relativer Ruhe und persönlicher Zurückgezogenheit schrieb er mehrere Abhandlungen über Philosophen des 17. und 18. Jahrhunderts und deren Stellung zum Christentum.

### Napoleon
Durch den Staatsstreich vom 9. November 1799 wurde Napoleon Bonaparte Alleinherrscher Frankreichs. Das Konkordat von 1801 mit Pius VII. stellte das kirchliche Leben auf eine neue, weitgehend von den Ergebnissen der Revolution geprägte Grundlage und beendete die Unterdrückung der Religionsausübung. Mit fast 70 Jahren knüpfte Émery an die vorrevolutionäre Erneuerungsarbeit an und reorganisierte die Priesterausbildung in Verantwortung der Sulpizianer. Für das Pariser Seminar wurde ein neues Haus gefunden.
Napoleon hatte ein ambivalentes Verhältnis zu Émery, das von Wertschätzung, aber auch von Sorge vor zu großem Einfluss des Sulpizianers bestimmt war. Émery vermittelte bei der Rückkehr Joseph Feschs, des Stiefonkels des Kaisers, in die Gemeinschaft mit Rom, sodass dieser 1802 Erzbischof von Lyon und 1803 Kardinal werden und bei Napoleons Trauung und Krönung 1804 mitwirken konnte. Als 1807 die Jesuiten in Frankreich erneut verboten wurden, blieben die Sulpizianer davon verschont. 1808 wurde Émery in den von Napoleon gegründeten Conseil de l’Université berufen. Er blieb jedoch ein entschiedener Gegner aller antirömischen Bestrebungen.
Als Napoleon 1809 Pius VII. in Savona festsetzte und eine Kommission einsetzte, die die Schaffung einer französischen Landeskirche unter Führung des Kaisers vorbereiten sollte, widersprach Émery als Kommissionsmitglied diesen Bestrebungen kompromisslos. Am 13. Juni 1810 dekretierte Napoleon die Aufhebung der Kongregation der Sulpizianer. Unter dem Eindruck, dass sein Lebenswerk vernichtet war, starb Émery am 28. April 1811.
Zu Émerys letzten Seminaristen hatte ab 1808 Eugène de Mazenod gehört, der spätere Bischof von Marseille, Gründer der Missionsoblaten und Heilige. Er wurde zu Émerys Mitarbeiter und Vertrautem und begleitete ihn in seiner Krankheit bis zum Tod. Mazenod veranlasste, dass Émerys Herz dem Leichnam entnommen und im Seminar Saint-Sulpice aufbewahrt wurde. Er leitete auch die Beisetzungsfeierlichkeiten in Issy-les-Moulineaux, wo Jacques-André Émery unter großer Beteiligung von Priestern und Gläubigen auf dem Sulpizianerfriedhof beigesetzt wurde. 1842 zeichnete Mazenod in einem Brief ein bewegendes Porträt Émerys.